# Everhood
Everhood, ou Everhood : An Ineffable Tale of the Inexpressible Divine Moments of Truth, est un jeu vidéo développé par Chris Nordgren et Jordi Roca. Le jeu met en scène une poupée vivante rouge qui cherche à récupérer son bras, volé par Goret d'Or, un immortel vivant dans les contrées d'Everhood. En chemin, le joueur s'allie avec une petite créature nommée Larron Bleu et rencontre une variété de personnages qui l'aident ou le ralentissent dans sa quête du bras volé.
Le jeu a été publié le 4 mars 2021 sur Steam pour Windows et sur Nintendo Switch.

## Résumé

### Univers
Le monde d'Everhood est composé de plusieurs lieux séparés, comme par exemple un carnaval, une forêt de champignon ou un désert. La plupart de ces lieux ne sont pas connectés les uns aux autres mais accessibles depuis les différentes portes du Centre Cosmique, similairement à Yume Nikki. Ces lieux sont habités par une diversité de personnages, la plupart nommés comme des couleurs. C'est le cas du personnage jouable, Rouge, mais aussi de Larron Bleu, du Professeur Orange et des Mages Vert, Pourpre et Marron, entre autres. Le genre de chaque personnage est laissé vague.
L'histoire révèle peu a peu la vérité derrière Everhood : c'est ce qui reste de l'ancien monde des Immortels, maintenant en lambeaux. Ses habitants n'apprécient pas leur existence, mais certains restent bloqués à cause de leur peur du néant. Le joueur a donc un choix à faire : utiliser le bras de Rouge pour tuer les habitants de Everhood, même ceux qui ne veulent pas mourir, ou abandonner cet objectif et tous les laisser en vie.

### Scénario
Au début du jeu, une voix immatérielle s'adresse directement au joueur, déclarant que pour entrer dans le monde d'Everhood, il faut abandonner leur humanité, oublier le concept du temps et accepter l'immortalité. Après avoir accepté, le joueur prend le contrôle de Rouge, une poupée de bois muette qui se réveille après que Larron Bleu ait volé son bras. Les autres membres de Rouge sont éparpillés sur le sol, mais il les rattache rapidement afin de poursuivre le voleur dans la forêt. Rouge rencontre alors Grenouille et un combat se lance, servant de tutoriel. A la fin du combat, Grenouille explique le principe des points de sauvegarde (qui prennent une forme de lampadaire) avant de laisser passer le joueur.
Après une courte route, Rouge arrive dans une boîte de nuit. Là, Rouge affronte des videurs et des clients de la boîte qui l'empêchent d'accéder à l'arrière-boutique où se trouve Goret d'Or, qui est en possession du bras de Rouge. Goret d'Or jette alors Rouge dans l'incinérateur où se lance un combat quasiment impossible à survivre mais qui n'arrête pas la progression du jeu en cas d'échec. S'il meurt, Rouge est transporté dans le monde d'après la mort où il doit survivre un étrange combat avec des silhouettes mystérieuses et des gnomes, le tout sur un terrain psychédélique. A la fin du combat, la voix immatérielle parle de nouveau au joueur et lui offre la « Vérité absolue », puis renvoie Rouge à l'incinérateur qui est désormais hors-service. Si le joueur survit à l'incinérateur, ces événements n'ont pas lieu : à la place, le jeu félicite le joueur, l'appelant « Maître du temps », et révèle un champ de poupées de bois calcinées, représentant implicitement les nombreuses morts du joueur pour arriver à cet exploit, puis le jeu continue normalement.
Rouge, en sortant de l'incinérateur, découvre que Goret d'Or a volé les jambes de Larron Bleu et l'a abandonné. Ensemble, ils vont à la poursuite de Goret d'Or pour retrouver leurs membres volés et pour comprendre la nature de Everhood. Ils découvrent le Centre Cosmique et explorent les différents mondes, accessibles depuis leur porte respective. Dans leurs péripéties, Rouge et Bleu rencontrent et combattent différents personnages, tels que l'excentrique Mage Vert, les Frères Slime Flan et Muck et le stoïque Rastacorne. Enfin, ils traversent la forteresse de Goret d'Or et lui font face, esquivant ses attaques jusqu'à ce que Goret d'Or capitule, de fatigue. Poussé par ses anciens alliés, Goret d'Or rend finalement les jambes de Bleu et le bras de Rouge. Rouge remet en place son bras et les crédits du jeu se lancent. Cependant, ils sont rapidement interrompus par Grenouille, qui a remarqué la réussite de Rouge. Grenouille révèle alors la vraie nature de ce monde, expliquant que les habitants de Everhood sont des immortels immémoriaux, et elle demande au joueur de mettre fin à l'existence de chaque personnage ainsi qu'à leur monde. Un second tutoriel de combat se lance, dans lequel Grenouille apprend à Rouge comment utiliser son bras pour attraper les attaques puis les renvoyer sur l'ennemi, le blessant. 
Rouge retourne ensuite au temple de Goret d'Or et commence sa nouvelle mission : mettre un terme au monde. Il peut désormais combattre et tuer les personnages qu'il a déjà rencontrés, la plupart refusant leur mort tandis que seule une poignée d'entre eux accepte son destin. Un objet clé indique le nombre d'habitants encore en vie, nombre qui réduit après chaque mort. Le compteur doit descendre jusqu'à 1 pour accéder aux derniers combats de la fin normale (ou la « fin génocide »).

#### Fin normale
Après avoir tué tous les personnages, à l'exception d'une vie, Rouge peut entrer en contact avec les Esprits Perdus, des âmes égarées qui sont déjà apparu à différents moments du jeu. Les Esprits Perdus demandent à Rouge de détruire les portes menant aux différentes régions du monde puis l'envoient tuer le dernier immortel, qui se révèle être le Soleil (durant la plupart du jeu, il était représenté sous la forme d'un lapin blanc). Rouge le vainc et déclenche la fin du monde. Il rencontre ensuite la voix immatérielle, qui représente l'Univers et qui prend la forme d'un cube. Dans ce combat, le joueur est confronté à toutes les vies qu'il a prises avant d'être attaqué par les Esprits Perdus. Pendant le combat, ils prennent l'apparence de personnages décédés, l'un d'entre eux (Rastacorne) attaquant férocement Rouge afin de le tuer. Soudain, un humanoïde nommé Rose sort du corps de Rouge, qui tombe en morceaux. Rouge n'était en fait que le réceptacle de l'âme de Rose depuis tout ce temps. 
Rose essaie donc d'expliquer aux esprits la raison des actions de Rouge et il dévoile que c'est Rose lui-même qui était derrière tout ça, puisque le corps de Rouge est mort dans l'incinérateur. Les esprits disparaissent alors, avec les morceaux restants de Rouge et Rose reste seul, désespéré. A ce moment, le joueur est invité à faire une sorte de Code Konami qui fait apparaitre un lambeaux de la cape de Rouge devant Rose, qui s'en saisit pour se bander les yeux. Laissant supposément Rouge reprendre le contrôle (c'est-à-dire rendant le contrôle au joueur), Rose se calme et explore un espace blanc jusqu'à arriver dans une petite cabane. Là attend Grenouille, qui guide le protagoniste vers la dernière étape de la suppression du monde et vers une porte qui mène aux profondeurs de la terre.
Rose descend jusqu'à ce qui semble être un lac sous-terrain. Dans l'eau, il doit se laisser couler, ce qui l'amène à mourir. Ceci lance le dernier combat contre l'Univers, encore sous la forme d'un cube, et Rose doit survivre et renvoyer les attaques dans un terrain qui commence à bugger. Plus la vie de l'Univers est bas, plus les bugs sont intenses, jusqu'à ce que Rose en finisse et mette un terme au monde.
Rose se demande s'il est mort ou non quand un être ressemblant à Bouddha l'amène à la Salle d'Attente, un plan d'existence où tous les personnages décédés sont rassemblés. Après avoir parlé à tout le monde, le joueur peut parler à Bouddha pour déclencher le combat d'adieu, combat où tous les personnages font leurs adieux, puis le jeu se termine. Si c'est la première fois que le joueur atteint cette fin, une scène finale se déroule dans laquelle la voix de l'Univers sous-entend l'existence de secrets à trouver, et le mode Nouvelle Partie+ se débloque.

#### Fins alternatives
D'autres fins peuvent être atteintes avec différents parcours de jeu.
- La rage de Grenouille, ou la Fin Pacifique : Si Rouge ne tue personne, parle à l'Esprit de la Forêt (l'un des rares personnages acceptant la mort) et refuse de le tuer, une porte spéciale apparait dans le Centre Cosmique. Y entrer et traverser le chemin mène à une rencontre avec Grenouille, qui châtie le joueur d'avoir refusé sa mission. S'ensuit un combat contre elle, qui utilise plusieurs guitares pour attaquer. Après avoir vaincu Grenouille, la voix immatérielle s'adresse à elle, la remerciant avant de s'adresser au joueur et de détruire la poupée. Le joueur peut charger sa partie et continuer de jouer pour accéder aux autres fins.
- Dev Gnomes : Certains ennemis optionnels peuvent être vaincus pour recevoir trois gemmes différentes. Il y a un certain pourcentage de chance qu'en entrant dans le Centre Cosmique, une statue spéciale apparaisse. Interagir avec celle-ci et en y insérer les trois gemmes permet au joueur de combattre les développeurs du jeu et les gnomes du monde post mortem.
- Le couloir sans fin : Après avoir retrouvé son bras, Rouge peut entrer dans le sous-sol du Mage Vert et traverser un long couloir comprenant des centaines de pièces. Après quatre heures, le joueur arrive dans une salle secrète où Rouge peut choisir d'arrêter le génocide. Dans ce cas, la poupée est détruite.
- Les fins du Dieu Chat : Dans le mode Nouvelle Partie+, débloqué après la fin normale, un nouveau personnage nommé Sam invite le joueur à ramasser un trésor dans un lieu caché. Sam l'emmène dans le domaine du Dieu Chat, ce qui donne lieu à un combat de boss secret. Si le joueur ne tue pas le Dieu Chat avant la fin de sa musique, ce dernier épargne la vie de Rouge et lui permet de continuer sa route. Sam et Rouge entrent dans un repère et découvrent une console de jeu (à laquelle le joueur peut jouer) et une porte qui mène à un second incinérateur, où le joueur est forcé de mourir. Après cela, une cinématique se lance, révélant le passé de Rose. Si Rouge arrive à tuer le Dieu Chat, une fin différente se passe, où la voix immatérielle s'adresse une fois encore au joueur.

## Système de jeu
Everhood mêle jeu d'aventure et jeu de rôle dont la mécanique de combat s'inspire des jeux de rythme, à l'inverse des stratégies habituelles ou d'un système au tour-par-tour. Similaire à Guitar Hero, le terrain de combat se compose de cinq colonnes dans lesquelles le joueur peut se déplacer librement. Chaque ennemi du jeu a une musique de combat qui lui est propre et qui rythme ses attaques. Contrairement aux jeux de rythme habituels, le joueur doit ici éviter les attaques de l'ennemi plutôt que les toucher. Au début du jeu, les attaques peuvent être évitées en changeant de colonne ou en sautant par dessus les notes. Après avoir récupéré le bras volé de Rouge, le joueur peut absorber les attaques et les renvoyer. Par conséquent, là où au début il fallait survivre l'entièreté des morceaux des ennemis pour terminer le combat, dans la deuxième phase du jeu, la musique des combats jouera en boucle jusqu'à ce que le joueur vainc l'ennemi en renvoyant ses attaques. 

## Accueil
Zoey Handley de Destructoid félicite la musique du jeu mais admet que l'histoire contenait trop de rebondissements, et critique les fautes d'orthographe et les temps de chargements longs.
Jordan Rudek de Nintendo World Report félicite le système de combat basé sur le rythme et l'humour. Pour lui, c'est déjà un classique, bien qu'il fait également remarquer les fautes d'orthographe et de grammaire du jeu ainsi que les longs temps de chargement.